# Changan Linmax

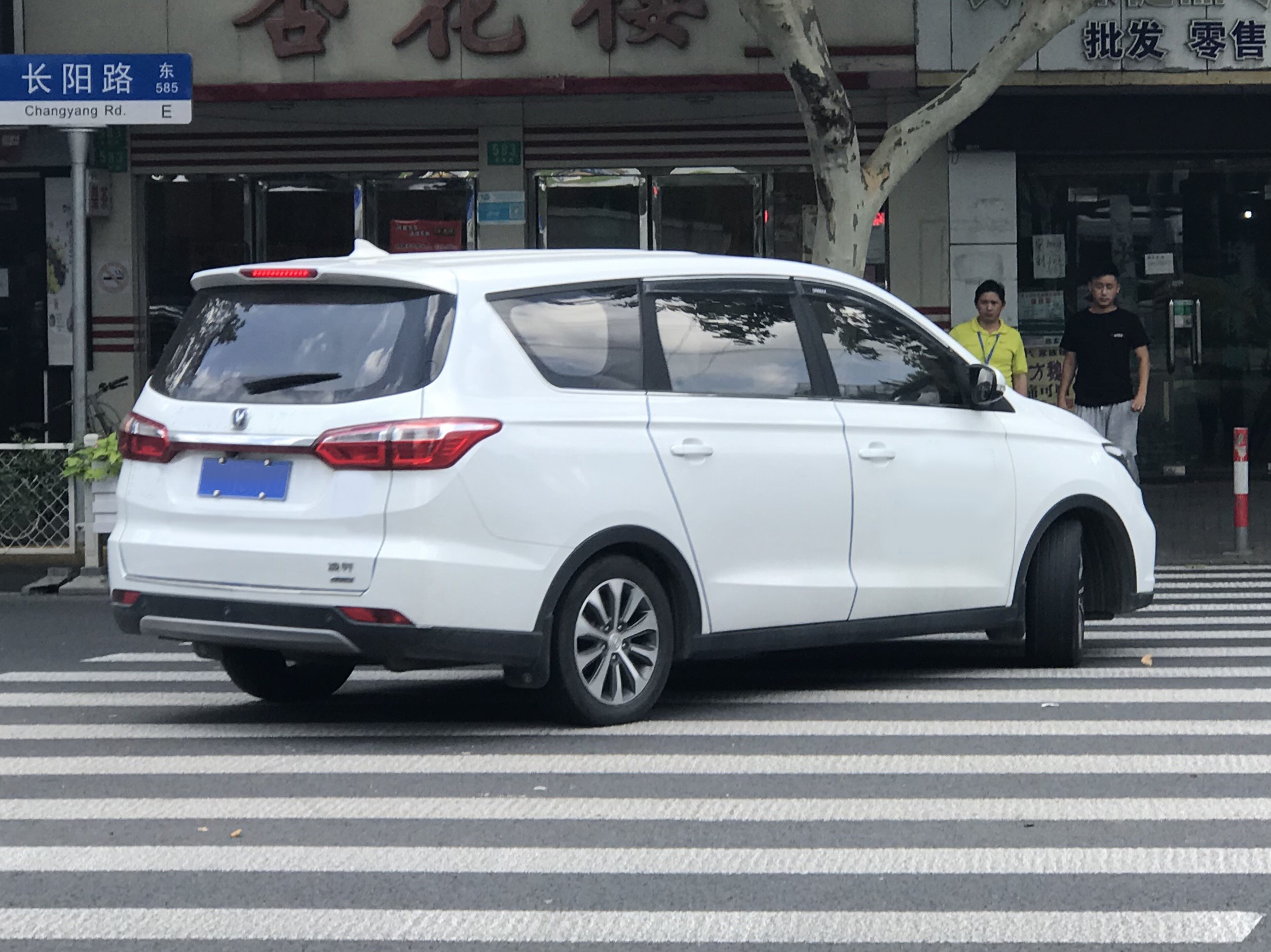
Changan Linmax

Changan Linmax или Changan Lingxuan (凌轩) — семиместный компактвэн, выпускающийся с 2017 года китайской компанией Changan.

## Описание
Changan Linmax впервые был представлен в мае 2017 года в Китае. Цены варьировались от 67900 до 80900 юаней.

## Oushang A800
Oushang A800 является ребеджинговым вариантом Changan Linmax, при этом Changan Lingxuan продаётся подразделением легковых автомобилей Changan, а Oushang A800 продаётся коммерческим подразделением Oushang.

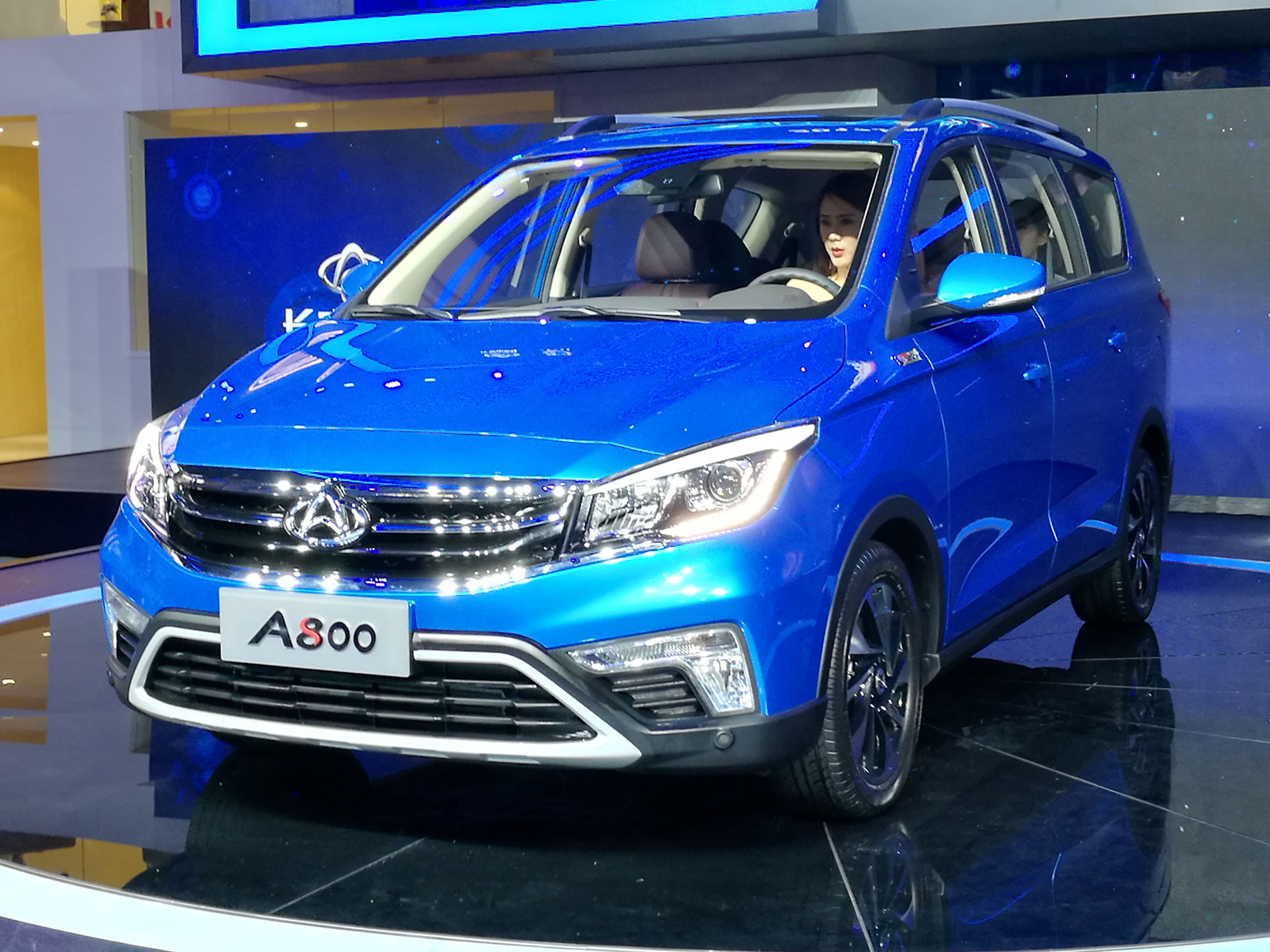
Вид спереди
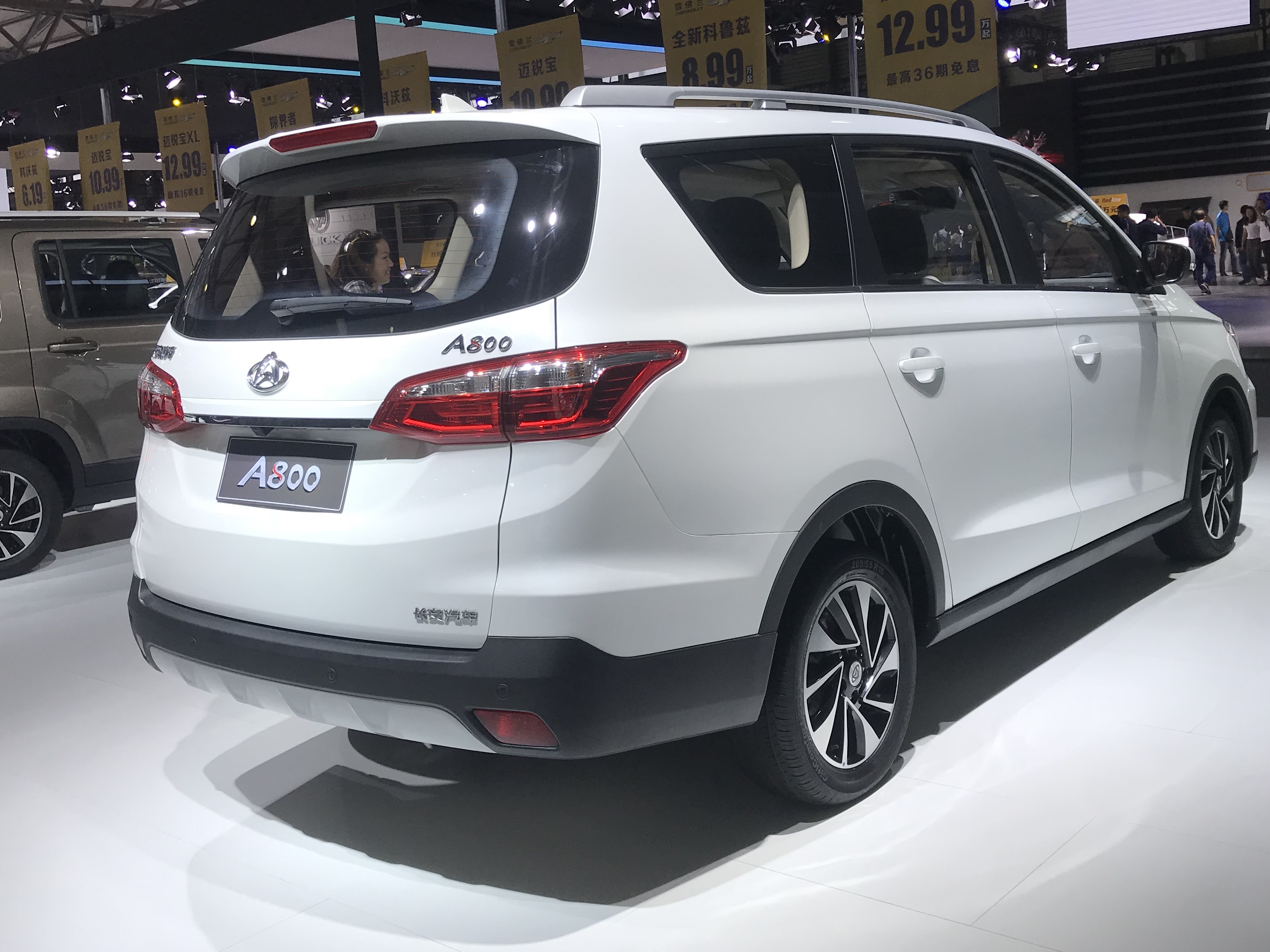
Вид сзади

## Технические характеристики
Автомобили Changan Linmax и Oushang A800 оснащаются четырёхцилиндровыми двигателями объёмом 1,5—1,6 л, каждый из которых сочетается в паре с механической или автоматической трансмиссией. Отличия моделей заключаются в интерьерах: приборных панелях и медиасистемах. В комплектацию Oushang A800 входят электропривод передних сидений, передатчик Wi-Fi и удалённый доступ через смартфон.